# Musaria
Genre
Musaria est un genre de coléoptère de la famille des Cerambycidae. 

## Espèces rencontrées en Europe
- Musaria affinis (Harrer, 1784)
  - Musaria affinis affinis (Harrer, 1784)
  - Musaria affinis nigrohirta (Müller, 1948)
- Musaria argus (Frölich, 1793)
- Musaria céphalotes (Küster, 1846)
- Musaria faldermanni (Faldermann, 1837)
- Musaria rubropunctata (Goeze, 1777)
- Musaria tirellii (Luigionii, 1913)
- Musaria volgensis (Kraatz, 1883)

## Liste d'espèces
Selon Catalogue of Life (26 août 2014) :
- Musaria affinis
- Musaria anatolica
- Musaria argus
- Musaria astarte
- Musaria boeberi
- Musaria cephalotes
- Musaria faldermanni
- Musaria kurdistana
- Musaria obscuricornis
- Musaria puncticollis
- Musaria rubropunctata
- Musaria tirellii
- Musaria turki
- Musaria volgensis
- Musaria wachanrui